# 張縉 (嘉靖進士)
張縉（1526年—？），字子忠，號龍槐，河南彰德府安陽縣人，民籍，明朝政治人物。同進士出身。

## 生平
嘉靖三十四年乙卯科（1555年）河南鄉試第三十八名舉人。嘉靖三十五年丙辰科会试一百五十五名，未廷试，三十八年（1559年）中式己未科會試第一百五十五名，三甲第二百零四名進士。大理寺观政，初授陕西凤翔府推官，四十三年（1564年）七月选授刑科给事中，隆慶元年（1567年）復除吏科，八月升工科右，督修乾清宫，九月工程完工，升通政司右参议，以不习奏事辞不拜，改尚宝司卿。

## 家族
曾祖張海；祖父張左；父張才廣，贈尚宝司卿。前母李氏；母常氏，封太宜人。兄經、綸、紀、弟紳、綢（舉人）、纬（生员）。